# George Herbert, 5:e earl av Carnarvon
George Edward Stanhope Molyneux Herbert, 5:e earl av Carnarvon, född 26 juni 1866 på Highclere Castle i Hampshire, död 5 april 1923 i Kairo, Egypten, var en brittisk adelsman, son till Henry Herbert, 4:e earl av Carnarvon och lady Evelyn Stanhope. 
Lord Carnarvon bekostade utgrävningarna i Konungarnas dal i Egypten, där den brittiske egyptologen Howard Carter 1922 fann farao Tutankhamons grav. Lord Carnarvon dog av ett infekterat myggbett och påföljande lunginflammation året efter det att graven hittats. Att Carnarvon och flera andra som deltog i utgrävningarna dog kort efter det att graven hittats bidrog till att ge större spridning av historien om dalens förbannelse. 

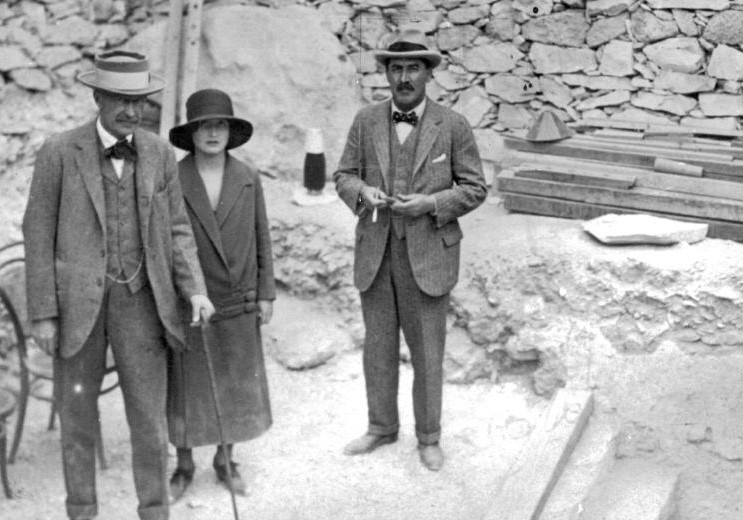
Lord Carnarvon och hans dotter och Howard Carter vid trapporna till Tutankhamons grav i november 1922.